# خاتون أباد (مهر أنرود)
خاتون أباد (بالفارسية: خاتون‌آباد) هي قرية تقع في إيران في قسم مهرانرود الجنوبي الريفي. يقدر عدد سكانها بـ 149 نسمة .